# Евеліна Кобрин
Евеліна Кобрин (пол. Ewelina Kobryn, нар.. 7 травня 1982, в Тарнобжегжі, Польща) — польська професійна баскетболістка, яка виступає в жіночій національній баскетбольній асоціації за клуб «Фенікс Меркурі», а також в чемпіонаті Росії з баскетболу за УГМК на позиції центрова.

## Спортивна кар'єра
До переходу в клуб з Єкатеринбурга виступала за польські команди «Лотос» і «Вісла Кан Пак», а також два сезони грала у ЖНБА за «Сіетл Шторм».
Кобрин виставляла свою кандидатуру на драфт ЖНБА, але не була вибрана жодною командою, однак після драфту з нею підписав контракт клуб «Сіетл Шторм». У 2014 році «Шторм» віддали права на Кобрин «Фінікс Меркурі» в обмін на Чарді Г'юстон.

## Досягнення
- Переможець WNBA: 2014
- Володар Суперкубка Європи: 2013
- Переможець Євроліги: 2013
- Срібний призер Євроліги: 2015
- Бронзовий призер Євроліги: 2014
- Чемпіон Польщі: 2005, 2008, 2011, 2012
- Чемпіон Росії: 2013, 2014, 2015
- Володар кубка Росії: 2013, 2014
- Срібний призер чемпіонату Польщі: 2006, 2007
- Бронзовий призер чемпіонату Польщі: 2009
- MVP Польської ліги: 2012